# Ribeirinhos
I ribeirinhos sono un popolo tradizionale del Sudamerica, che vive in prossimità dei fiumi e che ha come attività principale di sostentamento la pesca e la coltivazione in piccola scala, per uso proprio.
Essi solitamente vivono in palaffitte e si spostano sull'acqua tramite delle barche a motore chiamate voadoras, con le quali raggiungono le città vicine.
Per la prima volta nella storia, il 7 febbraio 2007, con il Decreto Presidenziale n. 6040, emesso dal Governo Federale Brasiliano, è stata riconosciuta l'esistenza formale di queste popolazioni rurali.
Nei sei articoli del decreto, che istituisce una politica nazionale per lo sviluppo sostenibile dei popoli tradizionali, il Governo Federale ha esteso il riconoscimento presente nella Costituzione del 1988, e valida allora solo per i popoli indigeni e quilomboloas.